# Bryum tisserantii
Bryum tisserantii är en bladmossart som beskrevs av Potier de la Varde 1928. Bryum tisserantii ingår i släktet bryummossor, och familjen Bryaceae. Inga underarter finns listade i Catalogue of Life.